# Diecezja Huelvy
Diecezja Huelvy (łac. Dioecesis Onubensis) – diecezja Kościoła rzymskokatolickiego w Hiszpanii. Należy do metropolii Sewilli. Została erygowana 22 października 1953 przez wydzielenie z archidiecezji sewilskiej.

## Biskupi
- Biskup diecezjalny: José Vilaplana Blasco